# Incydent w czasie lotu Reeve Aleutian Airways 08
Incydent w czasie lotu Reeve Aleutian Airways 08 – incydent lotniczy, który wydarzył się 8 czerwca 1983 nad wodami Oceanu Spokojnego. Lockheed L-188 Electra należący do linii lotniczych Reeve Aleutian Airways, został rozcięty przez odpadnięte śmigło z silnika i rozhermetyzowany. Został przez to zmuszony do lądowania awaryjnego.

## Samolot
Lockheed L-188 Electra, numer rejestracyjny N1968R wyprodukowany w 1959 roku. Do momentu wypadku miał wylatane 32 994 godzin.

## Przebieg lotu
Operujące z miasteczka linie Reeve Aleutian Airways stanowią jedną z niewielu możliwości połączeń z miasteczkiem Cold Bay na Alasce. Trasa przelotu ma przebiegać na wodami północnego Pacyfiku. Planowany czas przelotu do Seattle miał wynosić 5 godzin. Procedura startu i wznoszenia przebiegała bez zakłóceń, za co odpowiadały również tego dnia doskonałe warunki pogodowe.
Po ustaleniu planowanego kursu załoga w kokpicie wyczuła nieznane wibracje, które z czasem nasilały się, a mechanik pokładowy dokonał inspekcji samolotu. W tym momencie po podjętej decyzji do skrętu nastąpiło oderwanie wirnika śmigła silnika numer 4, które przelatując pod kadłubem samolotu dokonało jego rozcięcia i dehermetyzacji kabiny. Dezorientacja załogi skierowała samolot w stronę Morza Beringa. Stery ręczne oraz lotki na skrzydłach zostały zablokowane, co uniemożliwiło zmniejszenie pułapu samolotu do bezpiecznej dla zdrowia wysokości.
Mechanik pokładowy, który wrócił do załogi zgłosił awarię 4 silnika i użył wyłącznika awaryjnego celem odcięcia podawania paliwa. Dzięki podwójnemu systemowi cięgien sterowych, które jedne należą do sterowania ręcznego, a drugie do autopilota, udało się uzyskać stabilny lot na tyle, aby przy pomocy komputera powoli obniżać jego wysokość. Jednak uszkodzone również cięgna przepustnic nie pozwoliły na zredukowanie prędkości, która niebezpiecznie wzrastała, a także możliwość sterowania autopilotem była ograniczona.
Przez problemy z redukcją prędkości, która była zbyt wysoka do bezpiecznego lądowania brano pod uwagę konieczność lądowania na oceanie w Zatoce Bristolskiej. Zdecydowano się, że zapas paliwa i warunki pogodowe pozwalają na dotarcie do lotniska w Anchorage, które jednak mieściło się za pasmem górskim.
Po 4-godzinnym locie rozpoczęto podejście do lądowania z kierunku zachodniego. Konieczne okazało się wyłączenie autopilota, co pozwoliło określić zakres manewrowania ręcznego, jednakże naraziło samolot na nieprzewidziane ruchy w powietrzu. Okazało się, że poruszając dwoma wolantami naraz piloci uzyskali ograniczoną możliwość ręcznej kontroli samolotu. Po wyłączeniu silnika nr 2 celem zwolnienia udało się obniżyć nieco prędkość maszyny, jednak niewystarczająco. Pierwsza próba podejścia nie zostaje ukończona pomyślnie na skutek zbyt wysokiej prędkości i kapitan odszedł na drugi krąg. Niemożliwe było wyłączenie silników w trakcie podejścia, gdyż mała powierzchnia skrzydeł nie pozwoliłaby na uzyskanie siły nośnej potrzebnej do szybowania. Przy drugim podejściu z wysokości 250 metrów i zetknięciu się podwozia z pasem zostały wyłączone awaryjnie silniki i załączone hamulce awaryjne, które pozwoliły na zatrzymanie maszyny na ostatnich metrach przed pasem zieleni.

## Śledztwo i przyczyny
Śledztwo w sprawie wyjaśnienia przyczyn poprowadził kierownik grupy dochodzeniowej NTSB Ron Schleede. Analizując poprzednie usterki dochodzeniowcy odkryli, że doszło poprzednio do czterech podobnych zdarzeń w tym typie samolotów od 1965 roku. Odsłuchanie taśm z dźwiękami pozwoliło stwierdzić jedynie obecność wibracji do chwili oderwania się wirnika śmigła z przekładnią. Zapis parametrów lotów dostarczył zbyt mało danych z powodu przestarzałej technologii ich zapisu, aby dostarczyć dowodów. Odkryto, że cięgna sterowania obu systemów zostały nietknięte, ale z powodu zapadniętej podłogi zostały przyblokowane. Po odpowiedniej ilości ruchów sterownicami linki wypiłowały sobie kanały, które umożliwiły ich ruch, co przywróciło sterowanie samolotem.